# Giroldo da Lugano
Giroldo da Como oder Giroldo di Jacopo da Como auch Giroldo di Iacopo da Lugano (* 1225 in Arogno ?; † 1295 in Volterra ?) war ein schweiz-italienischer Bildhauer und Architekt der Romanik, der in der Toskana tätig war.

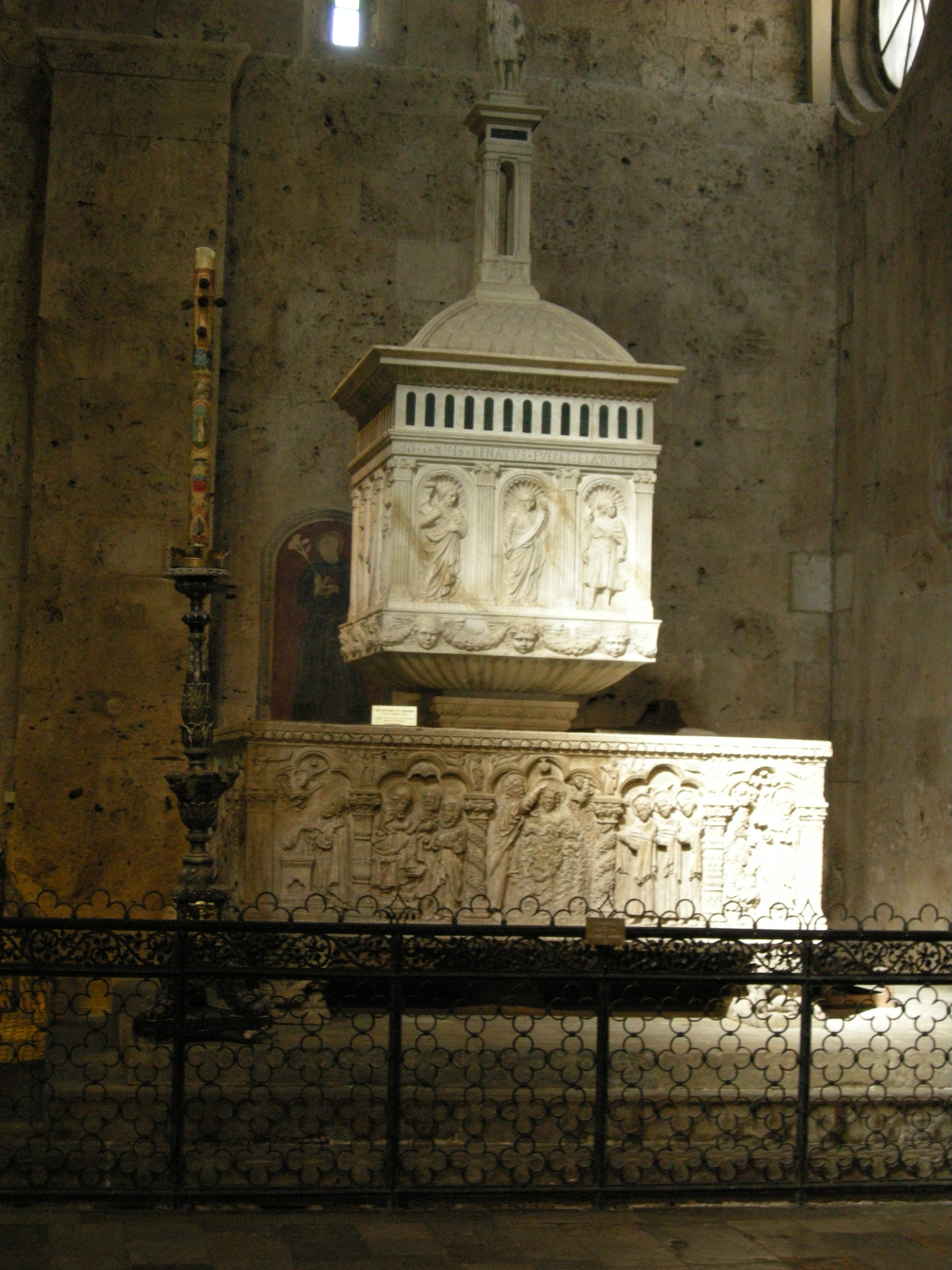
Giroldo da Arogno, Taufbecken in der Kathedrale San Cerbone von Massa Marittima

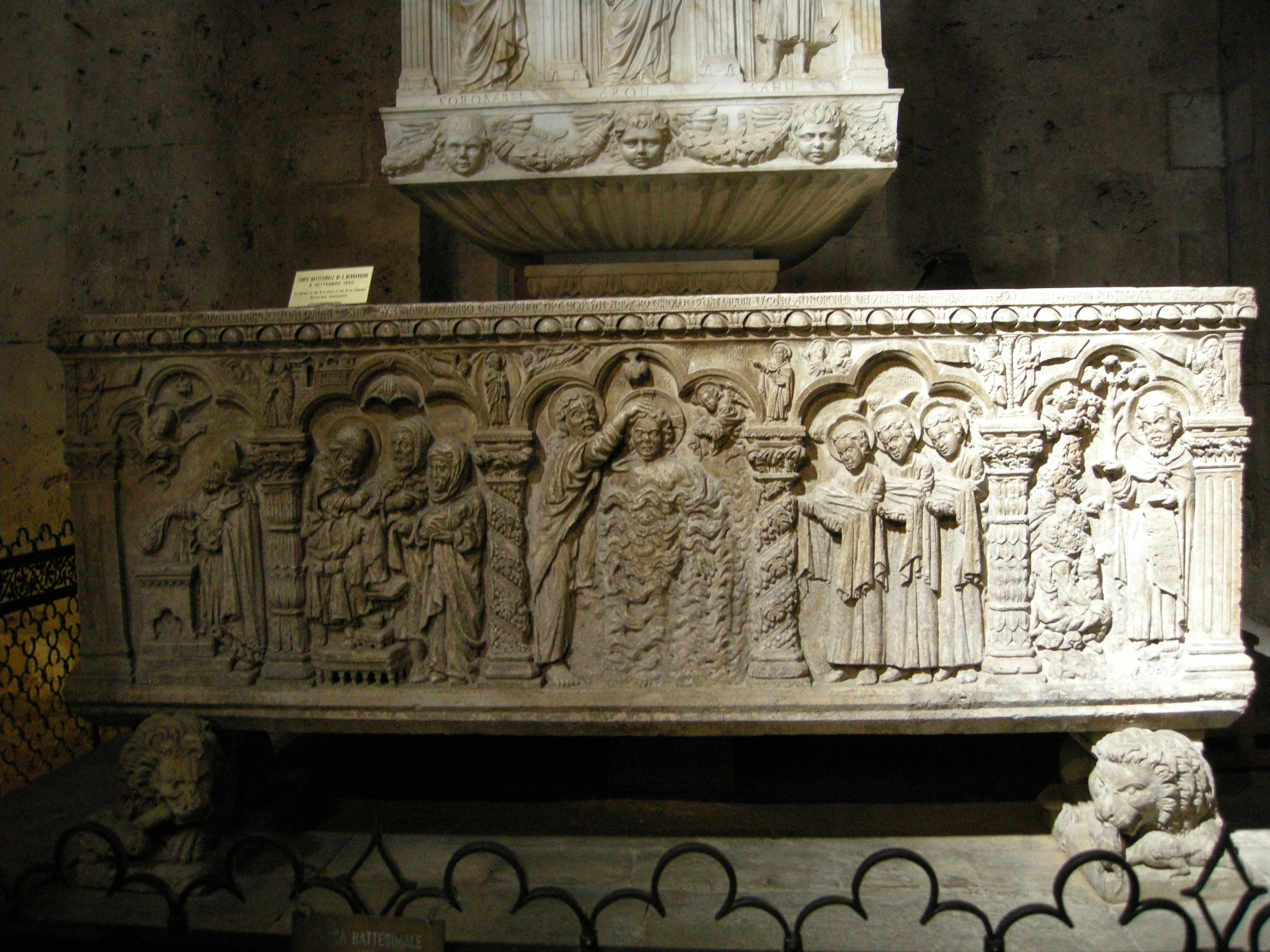
Giroldo da Arogno, Taufbecken in der Kathedrale San Cerbone von Massa Marittima

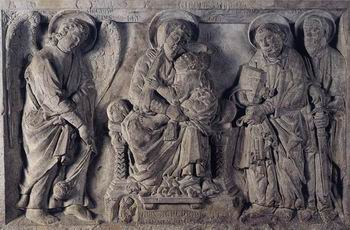
Thronende Madonna zwischen den Heiligen Erzengel Michael, Petrus und Paulus, mit Abt Benvenuto, Museo dell’opera del duomo, Prato

## Leben
Giroldo war ein Sohn des Jacopos da Arogno. Er gehörte zu den zahlreichen lombardischen Künstlern, die nach Lucca, Pisa und Pistoia zogen, wie Guidetto und Guido Bigarelli. Als sichere bzw. signierte Werke von Giroldo gelten ein Flachrelief mit der Darstellung der thronenden Madonna zwischen den Heiligen Petrus und Paulus in Montepiano, Fraktion der Gemeinde Vernio, das sich durch die Gegenüberstellung mit Nicola Pisano durch einen ikonografischen Naturalismus und durch einen abnehmenden Einfluss von Guido Bigarelli und der Byzantinischen Kunst auszeichnet, Das große Taufbecken in der Kathedrale San Cerbone von Massa Marittima aus dem Jahr 1267 mit Geschichten aus dem Leben Christi, das sich durch den Reichtum der Erzählung, die Genauigkeit der dekorativen Elemente und die bemerkenswerte Vielfalt der ikonografischen Bezüge auszeichnet und ein Flachrelief mit der Darstellung einer Verkündigung im Diözesanmuseum von San Miniato aus dem Jahr 1274.
Die Zuordnung der architektonischen Werke der Pfarrkirche San Giovanni Battista in Monte Voltraio, der Fassade des Baptisteriums in Volterra und des Portals der Kirche San Michele, ebenfalls in Volterra, zu Giroldo ist nach wie vor ungewiss, auch wenn charakteristische Elemente wie Ikonografie in den Werken des Architekten und Bildhauers zu finden sind. Sein Stil ist weit vom lombardischen Kunstmilieu entfernt und kann stattdessen mit der byzantinischen Schule, der pisanischen Schule vor Nicola Pisano und der französischen Gotik verglichen werden, was sich in den Merkmalen der Reliefs, der Gesten und der Komposition zeigt.
Giroldo da Come versuchte ständig die klassische ikonografische Tradition und die Aktuelle zu aktualisieren. Giroldos Sohn Lapo setzte die Arbeit seines Vaters in den ersten Jahrzehnten des 14. Jahrhunderts fort. Von ihm ist eine Statuengruppe mit einer Verkündigung (1320) bekannt, die im Dom von Carrara war und jetzt in der Accademia di Belle Arti di Carrara sich befindet.